# Corall (color)
Corall o coral és un color taronja rosat, que deu el nom a un tipus de cnidaris anomenats coralls, mot que ve del llatí cŏrallium (<gr. κοράλλιον), amb el mateix significat. S'obté suavitzant amb blanc un vermell tirant lleugerament al magenta en colors pigment. En colors llum, seria el resultat d'il·luminar amb una mica de llum blava sumada a llum vermella al màxim de potència.
El corall és un color que representa una llarga gamma de gradacions del corall. El color complementari del corall és el color turquesa.
Una mostra del color corall:

## Localització i usos
- Color d'alguns bolets:

- Color del bec d'algunes aus:

- Color d'algunes plantes:

- Color d'alguna ceràmica grega:

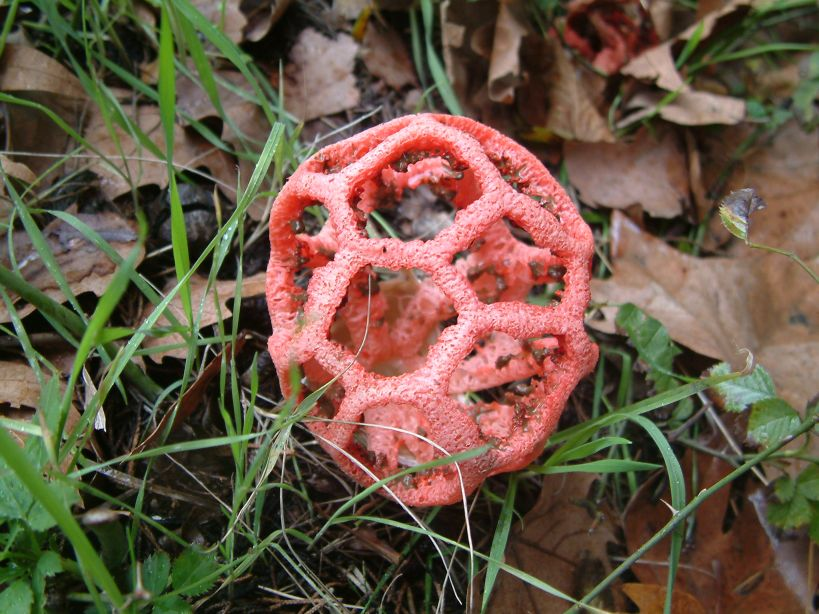
Bolet reixa del diable

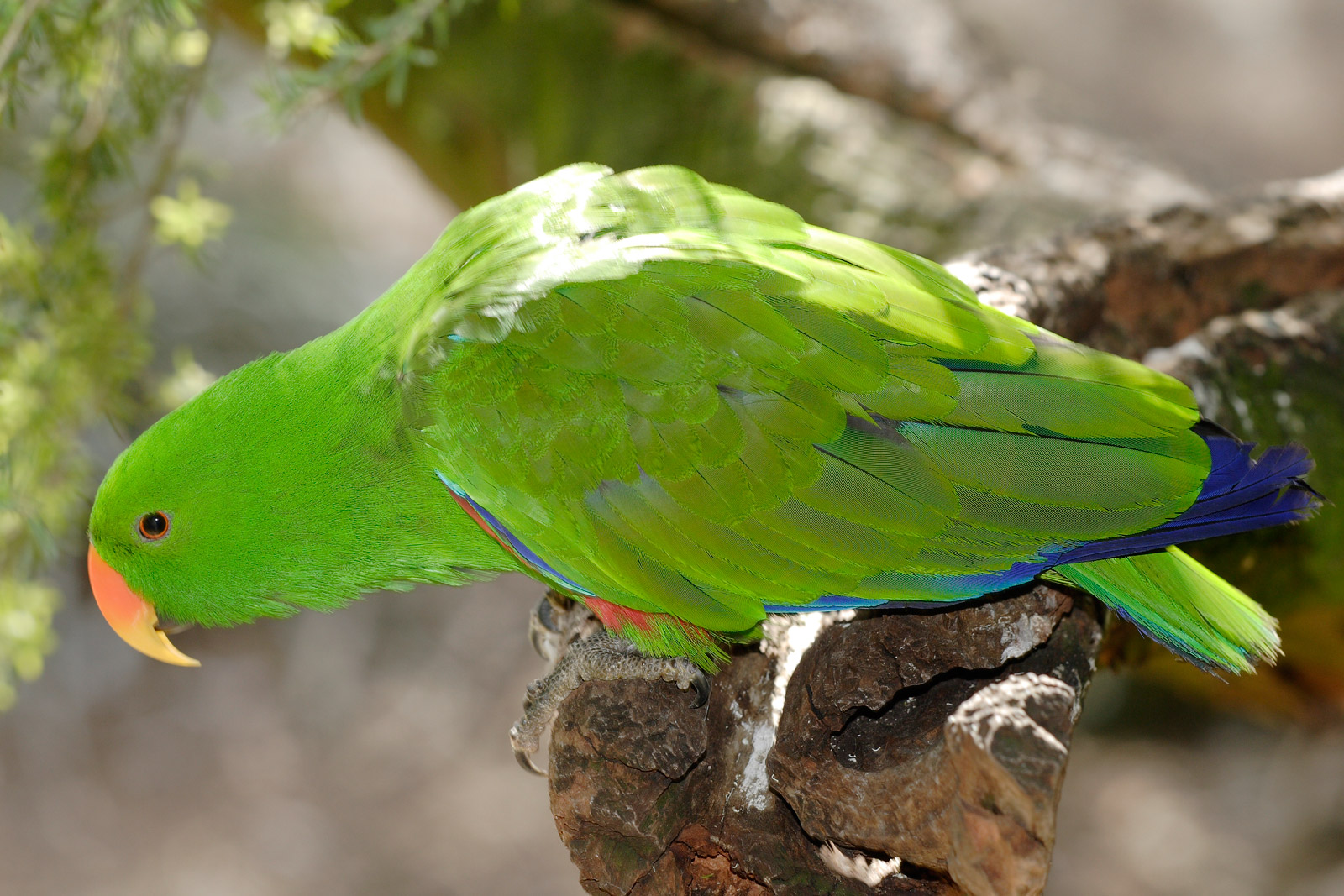
Eclectus roratus

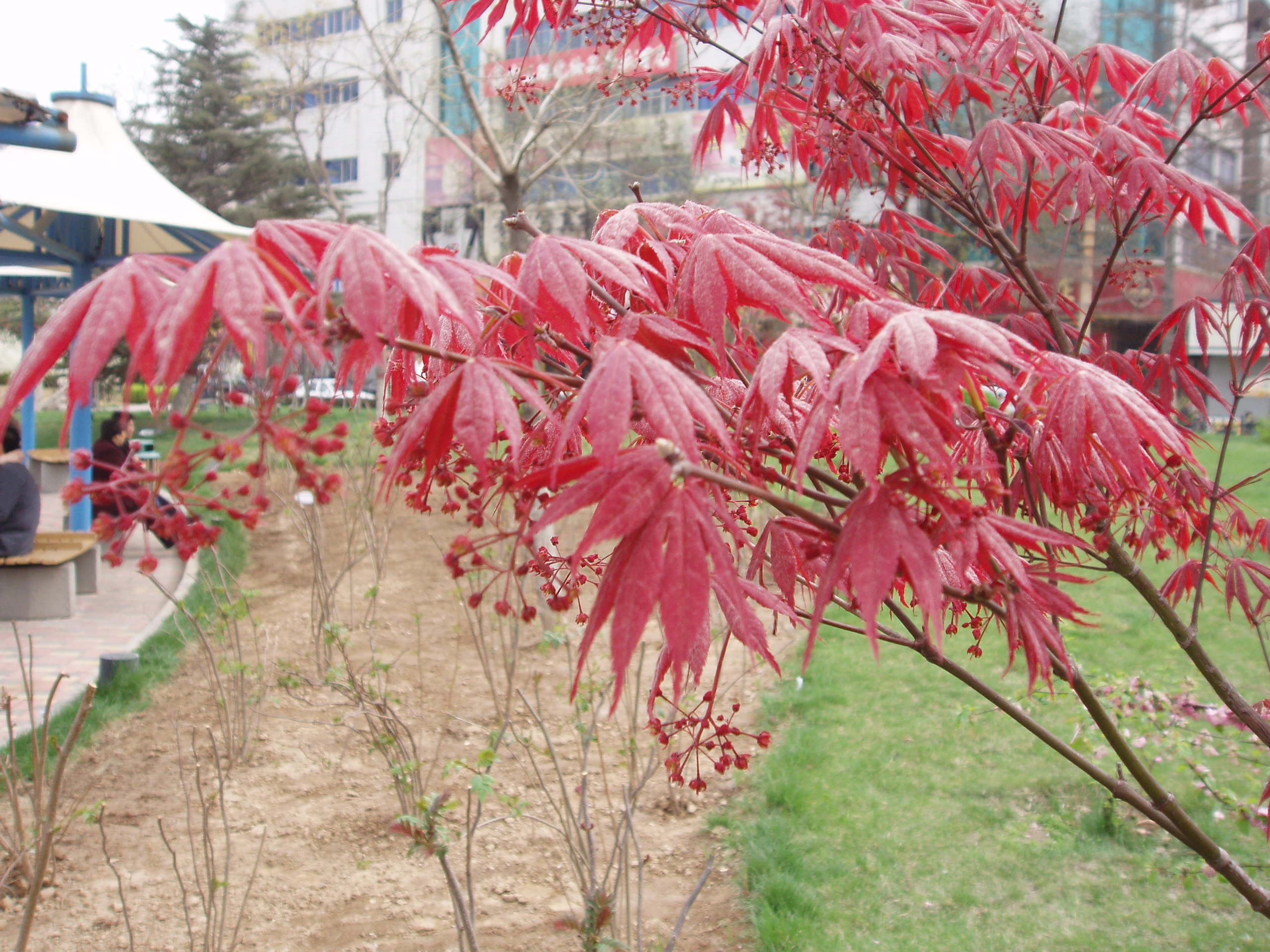
Acer palmatum

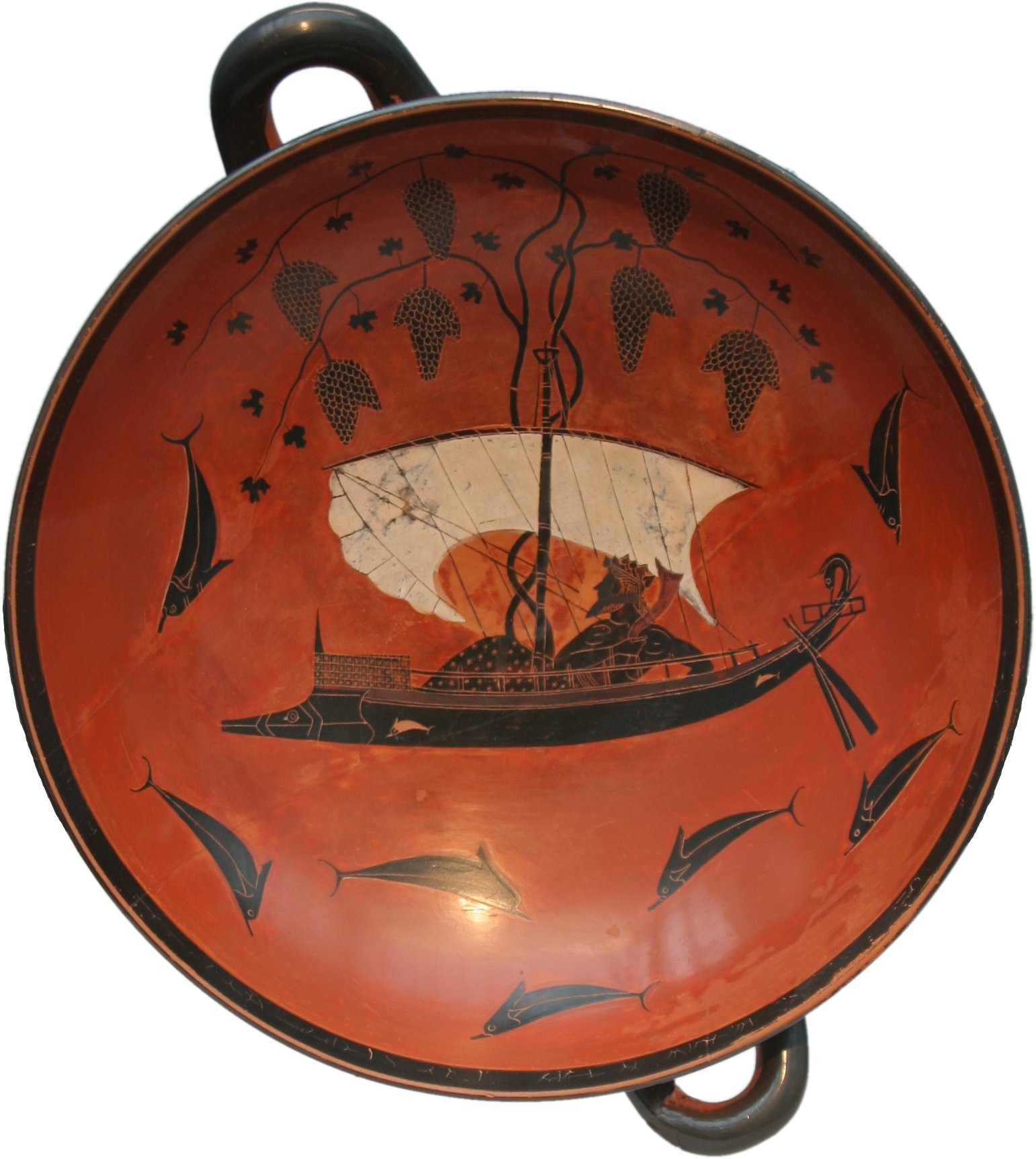
Cílix de Dionís (tondo) en vermell corall

- Un dels colors d'Oshosi, divinitat de la religió ioruba.
- Color que s'usa freqüentment en el disseny interior per a crear una atmosfera calmada i relaxant en l'ambient.
- Color que en algunes sectes hinduistes representa el primer txakra de la filosofia hinduista.
- Color dels colors de l'equip de futbol americà professional Miami Dolphins, que té seu Miami, Florida (EUA).